# Liste des sultans de Zanzibar
Cet article fournit la liste des sultans du sultanat de Zanzibar et du protectorat de Zanzibar de 1806 à 1964.
Zanzibar passe sous influence omanaise avec le commerce des marchands arabes le long de la côte de l'Afrique de l'Est. En 1856, le sultanat de Mascate et Oman est créé, incluant entre autres toutes ces possessions africaines dont Zanzibar. Saïd ben Sultan al-Busaïd est le premier sultan à régner sur Zanzibar, d'abord de manière indirecte puis de manière directe lorsque la capitale est transférée de Mascate à Zanzibar en 1840. En 1856, Majid ben Saïd lui succède mais en 1861, Zanzibar acquiert son indépendance vis-à-vis de Mascate et Oman. Le sultan suivant, Khalifa ben Saïd, est ainsi le premier à régner de manière directe sur le nouveau sultanat de Zanzibar.
En 1890, l'influence britannique sur Zanzibar se concrétise par la création d'un protectorat. Celui-ci prend fin avec la seconde indépendance de Zanzibar le 10 décembre 1963 mais c'est la révolution de Zanzibar le 12 janvier 1964 qui met un terme au sultanat avec l'exil du sultan Jamshid ben Abdallah et la proclamation de la République.

## Sultans de Zanzibar (1806-1964)
Les dates indiquées sont les années de règne.
- 1806-1856 : Saïd ben Sultan al-Busaïd
- 1856-1870 : Majid ben Saïd
- 1870-1888 : Barghach ben Saïd
- 1888-1890 : Khalifa ben Saïd
- 1890-1893 : Ali ben Saïd
- 1893-1896 :Hamad ben Thuwaïni
- 1896-1896 : Khalid ben Bargach
- 1896-1902 : Hamoud ben Mohammed
- 1902-1911 : Ali ben Hamoud (abdication)
- 1911-1960 : Khalifa ben Haroub
- 1960-1963 : Abdallah ben Khalifa
- 1963-1964 : Jamshid ben Abdallah

## Prétendants au trône (depuis 1964)
- 1964-2024 : Jamshid ben Abdallah
- depuis 2024 : Ali ben Jamshid